# Туфан, Марин
Марин Туфан (рум. Marin Tufan; род. 16 октября 1942, Констанца, Румыния) — румынский футболист, нападающий.

## Карьера

### Клубная карьера
Во взрослом футболе дебютировал в 1963 году в составе команды «Фарул», в которой провел десять сезонов карьеры, приняв участие в 230 матчах, забив 62 гола. Находясь в клубе, являлся основным игроком атакующего звена команды.
В 1973 году перешёл в клуб «Тулча», за который отыграл четыре сезона, приняв участие в 62 матчах.
Завершил карьеру футболиста в 1977 году.

### Карьера в сборной
В 1969 году дебютировал в официальных матчах в составе национальной сборной Румынии. Его первый матч за сборную состоялся 14 мая 1969 года в отборочном турнире на чемпионат мира 1970 года против сборной Швейцарии. Его вторая игра прошла вничью против сборной Югославии.
В 1970 году принял участие в чемпионате мира по футболу в Мексике, где находился в качестве запасного нападающего.
Всего в составе сборной провёл два матча.